# اندی گورنی
اندی گورنی (انگلیسی: Andy Gurney؛ زادهٔ ۲۵ ژانویهٔ ۱۹۷۴) بازیکن فوتبال اهل بریتانیا است.
از باشگاه‌هایی که در آن بازی کرده‌است می‌توان به باشگاه فوتبال نیوپورت کانتی، باشگاه فوتبال سوئیندون تاون، باشگاه فوتبال تورکی یونایتد، باشگاه فوتبال سوانزی سیتی، باشگاه فوتبال ردینگ، باشگاه فوتبال بریستول راورز، باشگاه فوتبال هاوانت و واترلوویل، باشگاه فوتبال وستون سوپر مار، و باشگاه فوتبال کلیودون پارک اشاره کرد.